# 河合隆史
河合隆史（かわい たかし）は日本の科学者。早稲田大学基幹理工学部表現工学科教授。専門は、人間工学。博士（人間科学）。認定人間工学専門家。

## 略歴
1993年、早稲田大学人間科学部卒業。1995年、同大学大学院人間科学研究科修士課程 修了。1998年、同研究科博士後期課程修了。同年、同大学人間科学部助手、2000年、同大学国際情報通信研究センター専任講師、2002年、同大学大学院国際情報通信研究科 助教授（2007年より准教授）、2008年、同研究科教授、同大学基幹理工学部表現工学科教授、現在に至る。2008年度および2016年度は、ヘルシンキ大学行動科学研究所 訪問教授としてフィンランドに赴任している。
立体映像（3D）やバーチャルリアリティ、ウェアラブルコンピュータなど、次世代のメディアとヒトのインタラクションに関する研究に従事。生体計測を中心とした評価研究に加え、その知見や手法を活用したコンテンツ制作でも知られる。

## 主な社会活動
- International Ergonomics Association (IEA) Executive Committee[2]
- Stereoscopic Displays and Applications (SD&A) Conference Chair
- 日本人間工学会 理事（第3期，第5期）（同会 第52回大会 大会長，2011年）
- 先進映像協会 日本部会 会長[3]
- デジタルコンテンツ協会 理事 [4]ほか

## 主な編・著書
2018年
- 「バーチャルリアリティ映画制作　ハリウッドの実践テクニックとベストプラクティス」，カットシステム　※訳書[5]

2010年
- 「3D立体映像表現の基礎」，オーム社[6]

2007年
- 「医学3Dコンテンツの最先端」，カットシステム[7]

2006年
- 「先端メディアと人間の科学」，トランスアート　ほか

## 制作に携わったコンテンツ例
2016年
- 「モンスターハンターストーリーズ　※オープニング」，3Dスーパーバイザ

2015年
- 「アリのままでいたい」，3Dスーパーバイザ

2014年
- 「くるみ割り人形」，3Dスーパーバイザ
- 「STAND BY ME ドラえもん」，3Dスーパーバイザ

2011年
- 「映画 怪物くん」，3D総合監修
- 「friends もののけ島のナキ」，3Dスーパーバイザ

2010年
- 「Moomins and the Comet Chase（北欧初の3D劇場映画）」，3D Technical Director

2008年
- 「９９のなみだ（ニンテンドーDSソフト）」，監修

2003年
- 「CR 浮世絵（裸眼3Dディスプレイを搭載したパチンコ機）」，監修　ほか